# It'z Different
It'z Different (stiliserat IT'z DIFFERENT) är det första singelalbumet av den sydkoreanska tjejgruppen Itzy. Det gavs ut den 12 februari 2019 av JYP Entertainment tillsammans med ledsingeln "Dalla Dalla".

## Bakgrund och utgivning
Den 24 januari 2019 lanserade JYP Entertainment de första videotrailerna för gruppen, vilket följde dagen därpå. Mellan 26 januari och 1 februari publicerades individuella videotrailers för de fem medlemmarna. Samma dag laddade JYP Entertainment upp en trailer för musikvideon till "Dalla Dalla" på skivbolagets Youtube-kanal. Den 5 februari publicerades andra pressbilder av medlemmarna. Dagen därpå tillkännagavs låtlistan till albumet med två låtar: "Dalla Dalla" och "Want It?". Den 7 februari utkom en rösttrailer för "Dalla Dalla". Den 8 februari följde en ny trailer för musikvideon. Itzy debuterade slutligen den 12 februari 2019 med utgivningen av It'z Different och musikvideon till "Dalla Dalla".

## Låtlista
| Nr           | Titel                                                   | Text                    | Musik                                                                                   | Arrangemang                   | Längd |
| ------------ | ------------------------------------------------------- | ----------------------- | --------------------------------------------------------------------------------------- | ----------------------------- | ----- |
| 1.           | Dalla Dalla (달라달라; ordagrant annorlunda annorlunda) | Galactika               | Galactika, Atenna                                                                       | Galactika                     | 3:19  |
| 2.           | Want It?                                                | Lee Seu-ran, Tommy Park | Emile Ghantous, Keith Hetrick, Allison Gillis, Aimee Proal, Whitney Phillips, Erin Beck | Emile Ghantous, Keith Hetrick | 3:20  |
| Total längd: | Total längd:                                            | Total längd:            | Total längd:                                                                            | Total längd:                  | 6:39  |

## Listplaceringar
| Lista (2019)                             | Högsta placering |
| ---------------------------------------- | ---------------- |
| Japan (Japan Hot 100)                    | 31               |
| Malaysia (RIM)                           | 8                |
| Nya Zeeland Hot Singles (RMNZ)           | 20               |
| Singapore (RIAS)                         | 3                |
| Sydkorea (Gaon)                          | 2                |
| Sydkorea (K-pop Hot 100)                 | 2                |
| USA World Digital Song Sales (Billboard) | 2                |